# Nuoto ai campionati europei di nuoto 2020 - Staffetta 4x200 metri stile libero maschile
La staffetta 4x200 metri stile libero maschile dei campionati europei di nuoto 2020 si è svolta il 19 maggio 2021 presso la Duna Aréna di Budapest, in Ungheria.

## Podio
| Posizione | Oro                                                                                    | Argento                                                                           | Bronzo                                                                                   |
| --------- | -------------------------------------------------------------------------------------- | --------------------------------------------------------------------------------- | ---------------------------------------------------------------------------------------- |
| Nazione   | Russia                                                                                 | Gran Bretagna                                                                     | Italia                                                                                   |
| Atleti    | Martin Maljutin Aleksandr Shchegolev Aleksandr Krasnych Michail Vekoviščev Ivan Girev* | Thomas Dean Matthew Richards James Guy Duncan Scott Max Litchfield* Calum Jarvis* | Stefano Ballo Matteo Ciampi Marco De Tullio Stefano Di Cola Manuel Frigo* Filippo Megli* |

## Record
Prima della manifestazione il record del mondo (RM), il record europeo (EU) e il record dei campionati (RC) erano i seguenti.
|  | 6'58"55 | Stati Uniti   | 31 luglio 2009 Roma   |
|  | 6'59"15 | Russia        | 31 luglio 2009 Roma   |
|  | 7'05"32 | Gran Bretagna | 5 agosto 2018 Glasgow |

Durante la competizione è stato migliorato il seguente record.
| Data           | Evento | Nazione | Tempo   | Record |
| -------------- | ------ | ------- | ------- | ------ |
| 19 maggio 2021 | Finale | Russia  | 7:03.48 |        |

## Risultati

### Batterie
Le batterie si sono svolte alle ore 11:26 (UTC+1).
| Pos. | Batteria | Corsia | Nazione       | Atleti | Tempo   | Note |
| ---- | -------- | ------ | ------------- | --- | ------- | ---- |
| 1    | 1        | 4      | Gran Bretagna | Max Litchfield (1'47"70) Calum Jarvis (1'48"47) Matthew Richards (1'46"69) James Guy (1'45"72)                         | 7'08"58 | Q    |
| 2    | 2        | 2      | Russia        | Michail Vekoviščev (1'46"91) Aleksandr Krasnych (1'47"07) Ivan Girev (1'48"17) Aleksandr Shchegolev (1'47"53)          | 7'09"68 | Q    |
| 3    | 1        | 6      | Italia        | Manuel Frigo (1'49"46) Matteo Ciampi (1'46"85) Filippo Megli (1'47"07) Marco De Tullio (1'46"88)                       | 7'10"26 | Q    |
| 4    | 2        | 5      | Francia       | Jonathan Atsu (1'48"26) Enzo Tesic (1'46"87) Roman Fuchs (1'48"97) Jordan Pothain (1'46"34)                            | 7'10"44 | Q    |
| 5    | 1        | 3      | Svizzera      | Nils Liess (1'49"10) Antonio Djakovic (1'45"71) Roman Mityukov (1'48"49) Noè Ponti (1'47"85)                           | 7'11"15 | Q    |
| 6    | 1        | 5      | Irlanda       | Finn McGeever (1'49"60) Jack McMillan (1'46"78) Gerry Quinn (1'48"70) Jordan Sloan (1'47"65)                           | 7'12"73 | Q    |
| 7    | 2        | 7      | Spagna        | César Castro (1'47"46) Moritz Berg (1'47"77) Miguel Durán (1'49"19) Mario Mollà (1'48"66)                              | 7'13"08 | Q    |
| 8    | 2        | 6      | Belgio        | Alexandre Marcourt (1'48"24) Lorenz Weiremans (1'49"57) Thomas Thijs (1'48"57) Sebastien De Meulemeester (1'46"81)     | 7'13"19 | Q    |
| 9    | 2        | 8      | Israele       | Tomer Frankel (1'50"20) Denis Loktev (1'48"36) Daniel Namir (1'48"58) Gal Cohen Groumi (1'48"65)                       | 7'15"79 |      |
| 10   | 2        | 3      | Ungheria      | Dominik Kozma (1'48"14) Gábor Zombori (1'50"96) Richárd Márton (1'49"54) Nándor Németh (1'47"41)                       | 7'16"05 |      |
| 11   | 2        | 4      | Polonia       | Jakub Majerski (1'49"24) Bartosz Piszczorowicz (1'49"52) Jan Świtkowski (1'50"73) Jan Hołub (1'46"82)                  | 7'16"31 |      |
| 12   | 1        | 7      | Serbia        | Aleksa Bobar (1'51"25) Velimir Stjepanović (1'47"03) Vuk Čelić (1'51"32) Andrej Barna (1'48"30)                        | 7'17"90 |      |
| 13   | 1        | 1      | Grecia        | Konstantinos Englezakis (1'47"57) Dimitrios Markos (1'47"24) Dimitrios Negris (1'50"78) Apostolos Papastamos (1'52"51) | 7'18"10 |      |
| 14   | 1        | 2      | Turchia       | Efe Turan (1'51"59) Doğa Çelik (1'52"68) Yiğit Aslan (1'51"92) Melikşah Düğen (1'51"33)                                | 7'27"52 |      |
| 15   | 2        | 1      | Slovacchia    | Jakub Poliačik (1'54"31) Richard Nagy (1'53"50) Ádám Halás (1'58"15) Matej Duša (1'58"43)                              | 7'44"39 |      |

### Finale
La finale si è svolta alle ore 19:50 (UTC+1).
| Pos.    | Corsia | Nazione       | Atleti | Tempo   | Note |
| ------- | ------ | ------------- | --- | ------- | ---- |
| Oro     | 5      | Russia        | Martin Maljutin (1'45"15) Aleksandr Shchegolev (1'45"39) Aleksandr Krasnych (1'46"52) Michail Vekoviščev (1'46"42) | 7'03"48 |      |
| Argento | 4      | Gran Bretagna | Thomas Dean (1'46"47) Matthew Richards (1'46"97) James Guy (1'45"88) Duncan Scott (1'45"29)                        | 7'04"61 |      |
| Bronzo  | 3      | Italia        | Stefano Ballo (1'47"30) Matteo Ciampi (1'46"17) Marco De Tullio (1'46"02) Stefano Di Cola (1'46"56)                | 7'06"05 |      |
| 4       | 6      | Francia       | Jordan Pothain (1'46"91) Enzo Tesic (1'46"88) Mewen Tomac (1'46"96) Jonathan Atsu (1'46"49)                        | 7'07"24 |      |
| 5       | 7      | Irlanda       | Jack McMillan (1'47"46) Jordan Sloan (1'47"81) Finn McGeever (1'48"65) Gerry Quinn (1'48"08)                       | 7'12"00 |      |
| 6       | 1      | Spagna        | César Castro (1'47"13) Moritz Berg (1'48"34) Mario Mollà (1'49"08) Miguel Durán (1'48"94)                          | 7'13"49 |      |
| 7       | 8      | Belgio        | Alexandre Marcourt (1'48"17) Sebastien De Meulemeester (1'47"57) Thomas Thijs (1'50"30) Lorenz Weiremans (1'50"35) | 7'16"39 |      |
|         | 2      | Svizzera      | Antonio Djakovic (1'46"75) Nils Liess (1'45"90) Noè Ponti (1'57"23) Roman Mityukov (SQ)                            | dq      |      |